# Karl Jäger (Steinmetz)

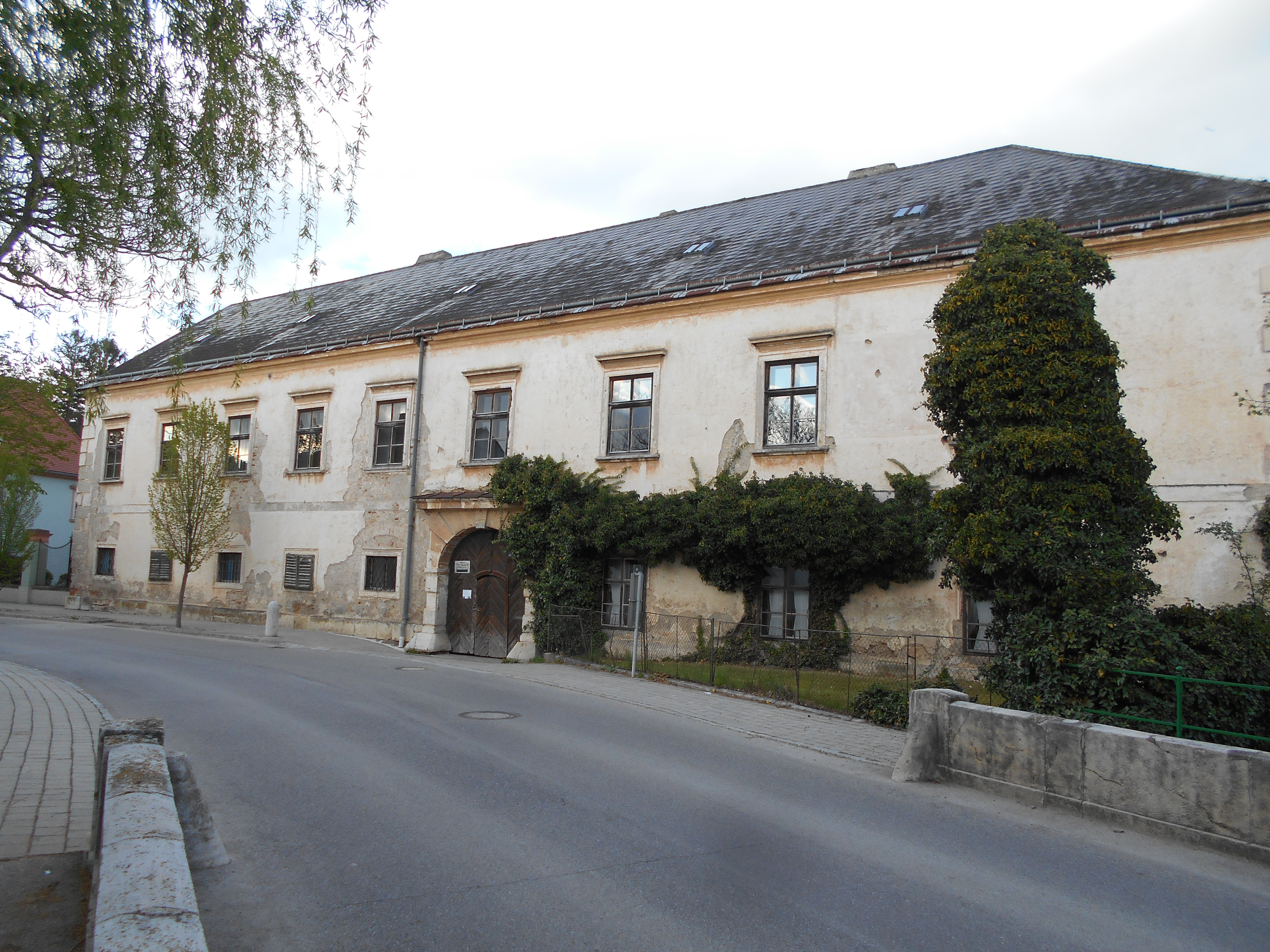
Bad Fischau, ehemaliger Berghof

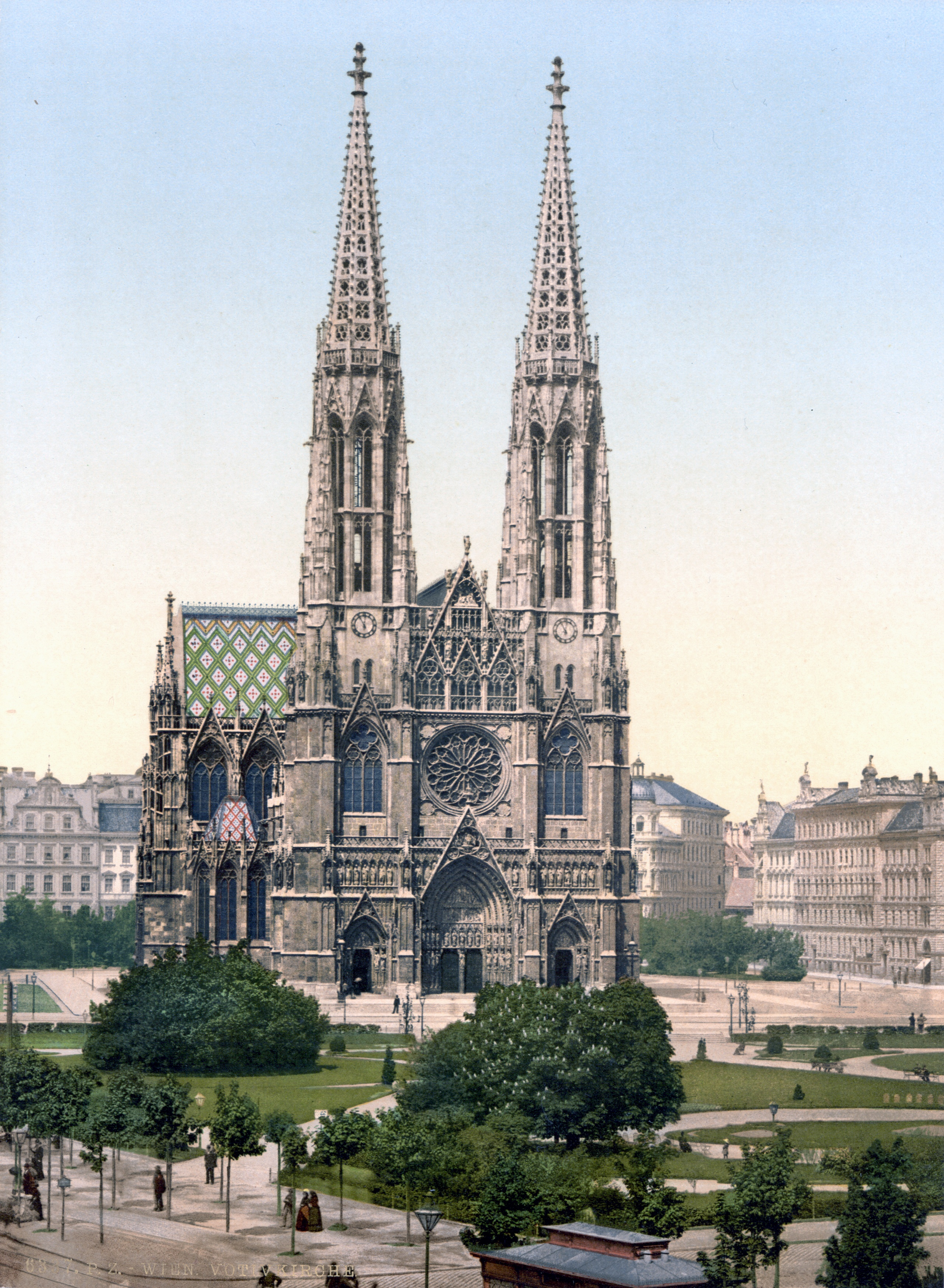
Wiener Votivkirche um 1900

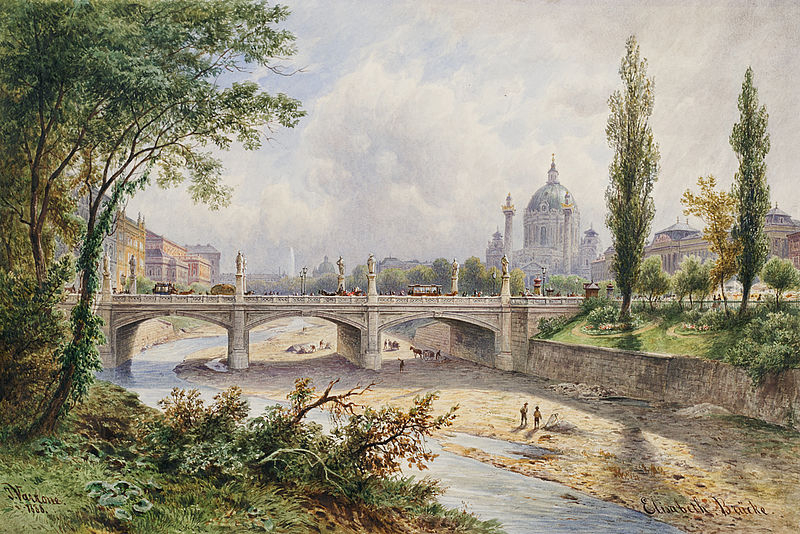
Elisabethbrücke, Johann Varrone, 1888

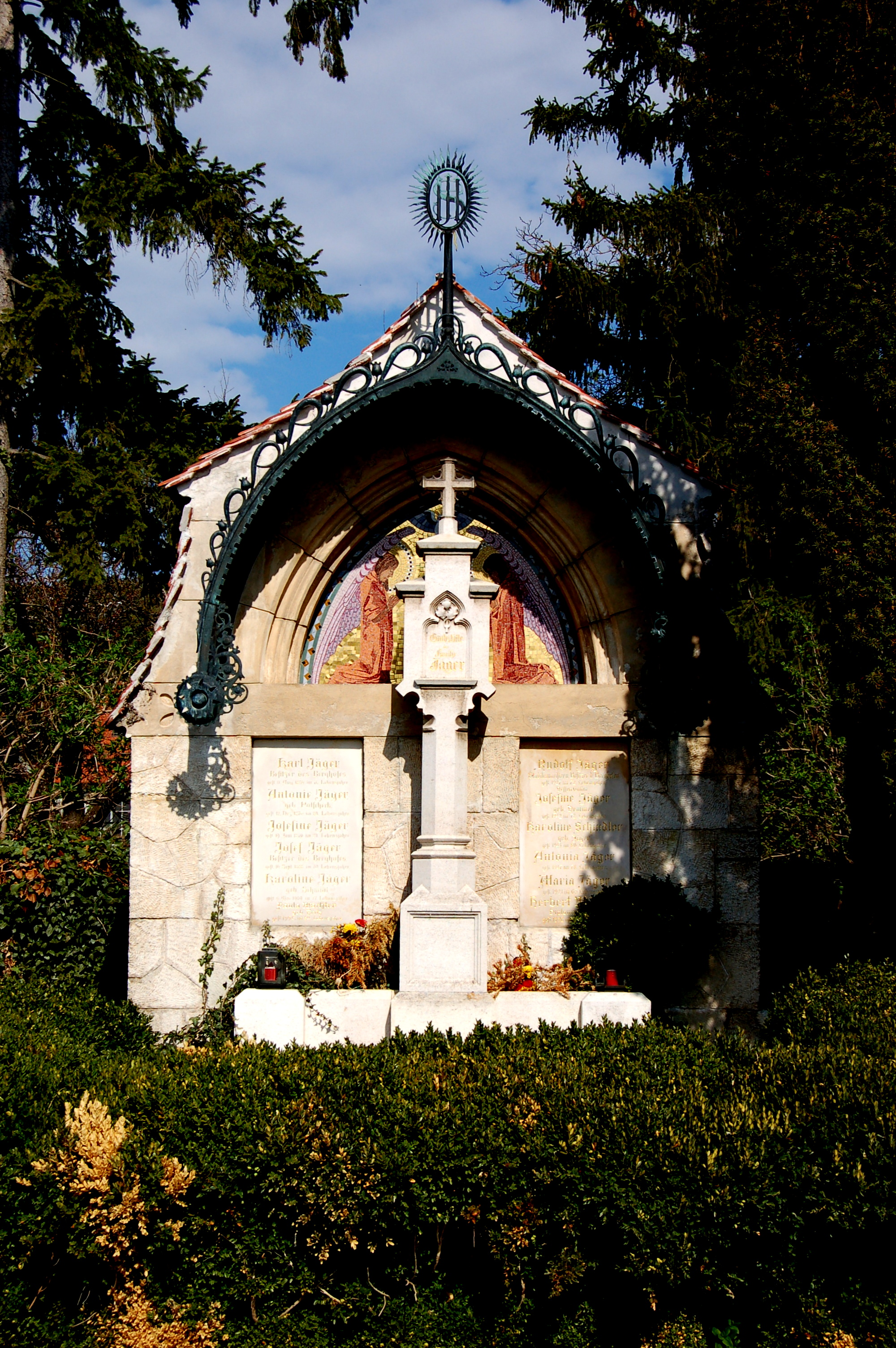
Friedhof Bad Fischau, Familiengrab Jäger, Beginn mit Karl Jäger 1859

Karl Jäger (* 15. Februar 1784 in Wien; † 11. August 1859 in Bad Fischau, Niederösterreich) war ein österreichischer bürgerlicher und Hofsteinmetzmeister.

## Biografie

### Familie
Karl Jägers Großvater, Steinmetz Jacob Jäger, zog von Schönberg im Stubaital nach Wien und heiratete 1732 Clara Edlin. Dessen Sohn Franz wurde 1744 geboren. Er lernte auch das Steinmetzhandwerk, wurde 1776 Meister und heiratete 1778 Marianna Schwindlerin. Dies waren die Eltern von Karl Jäger. Zu seinen Geschwistern zählten u. a. Anton (* 1779) und Franz (* 1781).
Karl Jäger war bürgerlicher Steinmetzmeister und Gutsbesitzer des freien Berghofes zu Fischau. Er heiratete am 23. April 1809 Antonia Potschnek, die 21-jährige Tochter von Wenzel Poteschnik, k.k. Hof-Equipagen-Inspektor und Josepha.
Die gemeinsame Tochter Josefa wurde 1810 in Bad Fischau getauft, Tochter Emma 1811 auf der Laimgrube, Tochter Benedicta folgte 1815, Sohn Josef am 23. Dezember 1818, Tochter Antonia 1821. Sohn Josef Jäger starb am 16. September 1888 als verehelichter Gutsbesitzer hier, mit 69 Jahren. Auch er wurde im Familiengrab am Friedhof Fischau beigesetzt.

### Besitz und Beruf
Durch den Tod des Vaters am 19. Jänner 1809 war er bereits bei der Heirat der neue Grundbesitzer des freien Berghofes zu Fischau am Steinfeld. 1788 wurde der Sommersitz von der Familie des Hofsteinmetzmeisters Franz Jäger sen. erworben und bis nach dem Zweiten Weltkrieg behalten.
Bei der Taufe von Tochter Emma am 24. März 1811 auf der Laimgrube wurde erstmals der Beruf des Karl Jägers mit „k.k. Hofsteinmetzmeister“ angegeben.
Es ist anzunehmen, dass Meister Franz Jäger sen., der Vater Karl, die Steinbrüche bei Wöllersdorf in Niederösterreich gekauft hatte; dokumentiert ist es erst beim älteren Bruder Franz.

#### Votivkirche in Wien
→ Votivkirche (Wien)#Baugeschichte.
Für den massiven Quaderbau wurde nach einem Gutachten des Geologen Theodor Fuchs der harte Leithakalk von Wöllersdorf als der bestgeeignete empfohlen. Die Lieferungen aus den Steinbrüchen der Familie Jäger in Wöllersdorf kamen in der ersten Zeit dem Bedarf nicht nach. Das Gleiche wiederholte sich wenig später beim Bau der Hofoper.

#### Elisabethbrücke
Der sogenannte Jäger’sche Steinbruch bei Wöllersdorf, lieferte das Material zum Bau der neuen Brücke Neue Brücke über den Wien-Fluss, die „Elisabethbrücke“. Die Vorgänger-Brücke war abgetragen worden, 1850–1854 erfolgte der Neubau. Die Brücke wurde aus hart gebrannten und ausgesuchten Ziegeln vom Wienerberg erbaut; die Stirnbögen aus Wöllersdorfer Kalkstein, ebenso die die Balustrade und die Postamente der acht Statuen.